# Вест-Брукфілд (переписна місцевість, Массачусетс)
Вест-Брукфілд (англ. West Brookfield) — переписна місцевість (CDP) в США, в окрузі Вустер штату Массачусетс. Населення — 1375 осіб (2020).

## Географія
Вест-Брукфілд розташований за координатами 42°14′31″ пн. ш. 72°8′49″ зх. д. / 42.24194° пн. ш. 72.14694° зх. д. (42.241880, -72.146863).  За даними Бюро перепису населення США в 2010 році переписна місцевість мала площу 4,58 км², з яких 3,27 км² — суходіл та 1,31 км² — водойми.

## Демографія
Згідно з переписом 2010 року, у переписній місцевості мешкало 1413 осіб у 590 домогосподарствах у складі 334 родин. Густота населення становила 308 осіб/км².  Було 700 помешкань (153/км²).
Расовий склад населення:
| - 96,5 % — білих - 1,1 % — чорних або афроамериканців - 0,4 % — азіатів - 0,2 % — корінних американців |

До двох чи більше рас належало 1,3 %. Частка іспаномовних становила 1,9 % від усіх жителів.
За віковим діапазоном населення розподілялося таким чином: 18,8 % — особи молодші 18 років, 50,4 % — особи у віці 18—64 років, 30,8 % — особи у віці 65 років та старші. Медіана віку мешканця становила 51,1 року. На 100 осіб жіночої статі у переписній місцевості припадало 81,4 чоловіків;  на 100 жінок у віці від 18 років та старших — 75,7 чоловіків також старших 18 років.
Середній дохід на одне домашнє господарство  становив 59 483 долари США (медіана — 51 350), а середній дохід на одну сім'ю — 77 521 долар (медіана — 68 600). Медіана доходів становила 47 986 доларів для чоловіків та 38 929 доларів для жінок. За межею бідності перебувало 6,7 % осіб, у тому числі 7,1 % дітей у віці до 18 років та 11,7 % осіб у віці 65 років та старших.
Цивільне працевлаштоване населення становило 705 осіб. Основні галузі зайнятості: освіта, охорона здоров'я та соціальна допомога — 21,4 %, виробництво — 15,7 %, фінанси, страхування та нерухомість — 15,3 %.